# 니콜라스 스테노
니콜라스 스테노(라틴어: Nicolaus Steno, 본명: 닐스 스텐센(덴마크어: Niels Stensen), 1638년 1월 11일 ~ 1686년 11월 25일)는 17세기 덴마크의 해부학자 겸 지질학자이다.
1659년 니콜라스 스테노는 책에 쓰여진 것을 그대로 받아들이지 않기로 결심하였다. 이때부터 그는 자신이 직접 관찰한 것을 바탕으로 이론을 수립하였다. 니콜라스 스테노는 이러한 업적으로 과학 혁명 시기에 과학적 방법을 도입한 선구자 가운데 한명으로 여겨지고 있다. 특히 지층의 누적에 대한 이론을 발표하여 층서학의 아버지로 불린다.
니콜라스 스테노는 독실한 로마 가톨릭교회 신자였으며, 1987년 교황 요한 바오로 2세에 의해 시복되었다.

## 어린 시절

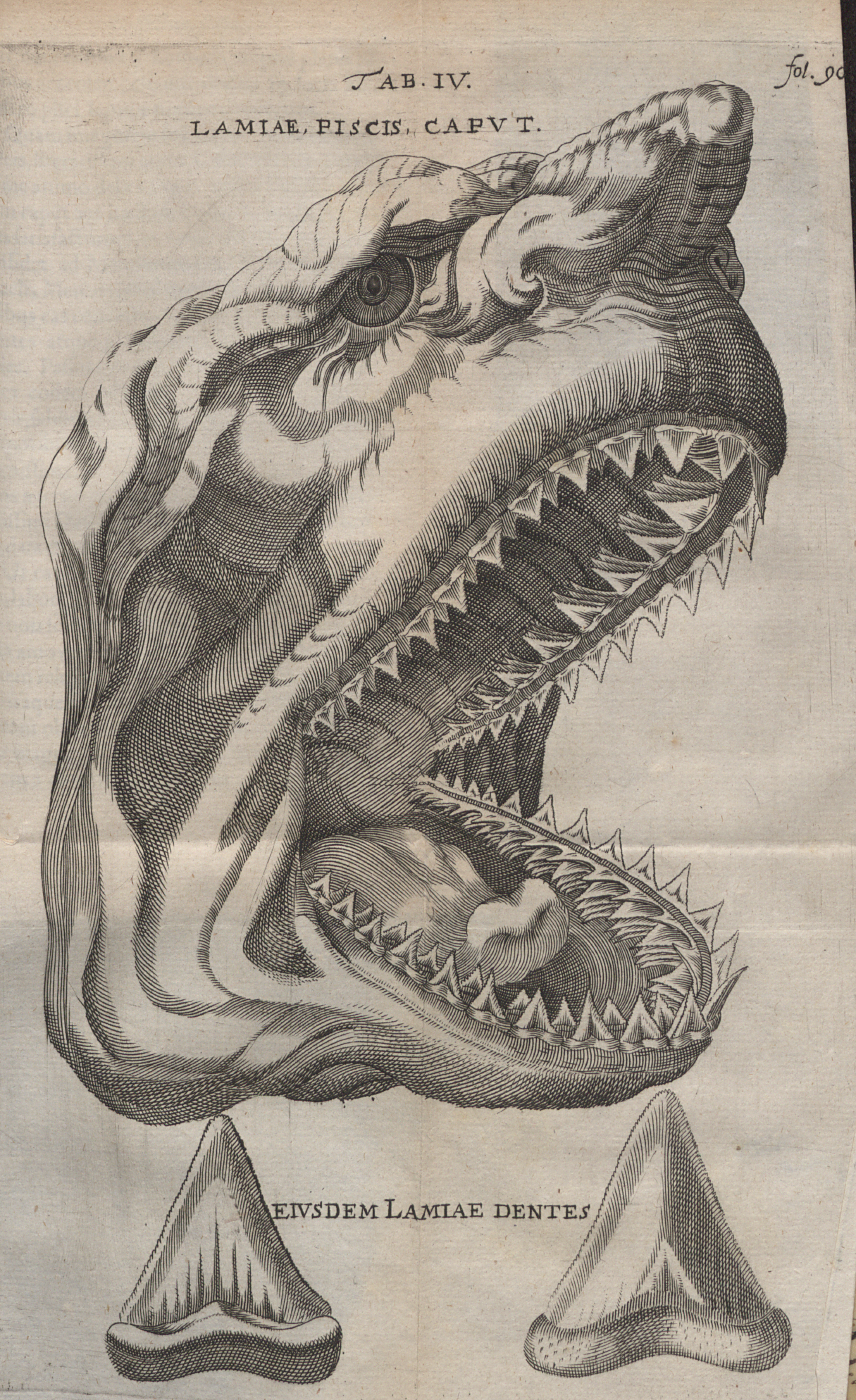
Elementorum myologiae specimen, 1669

니콜라스 스테노는 율리우스력으로 새해를 맞이하는 날에 태어났다. 아버지는 크리스티안 4세 밑에서 일하던 금세공사였으며 루터교 신자였다. 니콜라스는 어렸을 적 알려지지 않은 병에 걸려 가족들과 떨어져 자랐다. 1644년 아버지가 사망한 후 어머니는 다른 금세공사와 재혼하였다. 1654년에서 1655년 사이에 니콜라스가 다니던 학교에는 흑사병이 돌아 240명의 학생이 사망하였다. 그가 살던 집 건너편에는 당시 덴마크의 부호 페데르 그리펜펠트가 살았다. 1671년 그리펜펠트는 니콜라스 스테노에게 코펜하겐 대학교의 교수직을 제안하였다.
니콜라스 스테노는 대학을 마친 후 유럽 각지를 여행하였다. 스테노는 네델란드, 프랑스, 이탈리아, 독일 등지를 돌아다니면서 과학자들을 만났고 이들로부터 많은 영향을 받게 되었다. 1660년에는 암스테르담에서 해부학을 배웠고, 1665년에는 플랑드르에서 화석에 대해 공부하였다. 이 때의 공부를 통해 스테노는 기존의 신학이 가르치는 것이 아니라 자신이 직접 관찰한 것을 이론 수립의 기반으로 삼게 되었다.

## 업적

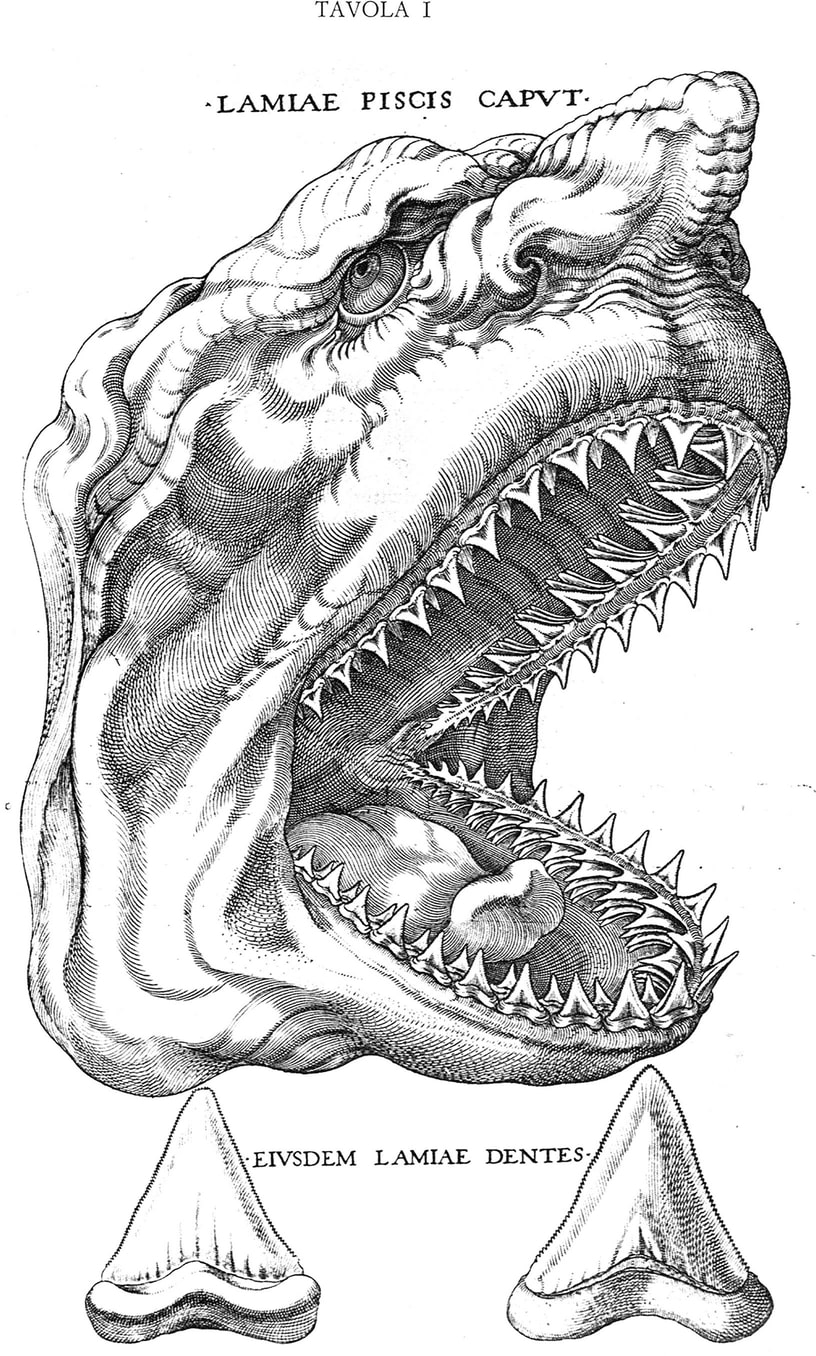
현생 상어와 화석의 치아를 비교한 일러스트레이션. 1667년 니콜라스 스테노의 그림

니콜라스 스테노는 1669년 발간한 저서에서 해양성 침식물과 담수성 침식물을 구분하고 화석이 과거 지구상에 살았던 생물의 흔점임을 밝혔다.
니콜라스 스테노의 가장 큰 업적 가운데 하나는 지층이 유수의 침식에 의해 형성된다는 것과 그에 따라 오래된 층 위로 새로운 층이 쌓여나간다는 것을 밝힌 것이다. 또한 니콜라스 스테노는 지층에 포함된 화석을 지층 형성 시기 판별의 중요한 자료로 삼을 수 있다고 보았다.

## 종교관
니콜라스 스테노는 플랑드르에서 공부하면서 루터교 신앙에 대한 의구심을 갖게 되었고 로마 가톨릭교회로 개종하였다. 1677년에 주교로 임명되었다.